# Milt Buckner
Milton Brent Buckner, ps. „St Louis Fireball” (ur. 10 lipca 1915 w Saint Louis, zm. 27 lipca 1977 w Chicago) – amerykański pianista, organista i aranżer jazzowy. Na początku lat 50. XX wieku spopularyzował organy Hammonda, uchodzi za jednego z „ojców” organowego brzmienia funky.

## Życiorys
Był synem George’a Alberta i Esther zwanej „Lott”. Miał dwóch braci – George’a Alberta II i Theodore’a (Teda), oraz siostrę – Fern. Rodzice, którzy zachęcali go do nauki gry na fortepianie, osierocili dzieci, gdy miał dziewięć lat. Razem z młodszym bratem Tedem (późniejszym saksofonistą w big-bandzie Jimmiego Lunceforda) został wyekspediowany do Detroit. Tam chłopców adoptowali muzycy orkiestry Earla Waltona. Milt trafił pod opiekę swojego wujka, puzonisty Johna Tobiasa, Tedem natomiast zajął się saksofonista Fred Kewley.
Grę na fortepianie ćwiczył pod okiem wujka od dziesiątego do trzynastego roku życia. Mając lat piętnaście zaczął aranżować muzykę dla orkiestry. W końcu lat 20. podczas studiów w Detroit Institute of Arts występował w zespołach The Dixie Whangdoodles Mose’a Burke’a oraz The Harlem Aristocrats. Gdy w 1932 zaangażował go do swojej orkiestry perkusista Don Cox, zaczął stopniowo wypracowywać unikatową, perkusyjną technikę gry – tzw. „akordy blokowe”. Wg krytyka jazzowego Joachima Ernsta Berendta „potrafił przetransportować na fortepian całe sekcje big-bandowe w pelnej ich krasie”. Styl akordów blokowych kojarzono później głównie z Oscarem Petersonem i George’em Shearingiem.
W latach 30. pracował w orkiestrach kierowanych przez Williama McKinneya, Jimmy’ego Raschelle’a, Lanky’ego Bowmana, Howarda Buntsa i Caba Callowaya. Jego kariera nabrała rozpędu w końcu 1941, kiedy został głównym aranżerem, pianistą i dyrektorem big-bandu Lionela Hamptona. Jego upodobanie szybkich, prostych rytmów i boogie-woogie dobrze współgrało z koncepcją rozrywki estradowej preferowaną przez sławnego bandlidera. Nagrania zaaranżowanych przez niego takich utworów, jak Tempo’s Birthday, Slide Hamp Slide, Overtime, Rockin’ in Rhythm, Flying Home i Hamp’s Boogie Woogie zyskały dużą popularność. Natomiast kompozycja Hey! Ba-Ba-Re-Bop stała się w niedługim czasie przebojem w wielu krajach oraz standardem muzycznym. Współpraca z orkiestrą „Hampa” trwała do 1948 i została wznowiona w latach 1950–1952. Wtedy grał już niemal wyłącznie na organach, które pozostały już do końca życia jego instrumentem głównym.
W okresie 1949–1950 prowadził swój big-band, z którym nagrywał dla wytwórni MGM Records. Przedsięwzięcie to jednak okazało się nieudane. Wystąpił także w telewizji NBC w programie gitarzysty Eddiego Condona „Floorshow” razem z perkusistą Buddym Richem i stepującym tancerzem Baby Laurencem. Ponadto kierował orkiestrą Teddy’ego Stewarta podczas nagrań Diny Washington dla wytwórni Mercury. W 1950 wiele nagrywał m.in. z grupą Three Flames, wokalistami – Florence Wright, Wynoniem Harrisem, Rufusem Thomasem, Mabel Scott oraz saksofonistami – Eddiem „Cleanheadem” Vinsonem, Buddym Tatem i Billem Moorem. Podczas sesji Moore’a po raz pierwszy zrezygnował z fortepianu na rzecz organów Hammonda. W 1952 założył własne trio, grając na tym instrumencie jako jeden z jazzowych pionierów hammondowskich. W 1953 jeszcze jako pianista okazjonalnie partnerował Charliemu Parkerowi w nowojorskich jam sessions. W latach 50. pracował głównie w studiach nagraniowych, będąc m.in. sidemanem kontraktowym wytwórni Capitol od 1957 do 1959. Występował również na koncertach w różnych formacjach, ale w jego karierze nastąpił kilkuletni zastój.
W połowie latach 60. podążył tropem wielu amerykańskich jazzmanów i w poszukiwaniu lepszych warunków pracy przeniósł się do Europy. Głównie występował we Francji, ale także Wielkiej Brytanii, Belgii i Holandii. Grał – m.in. na licznych festiwalach jazzowych – oraz nagrywał płyty z wieloma muzykami takimi jak multiinstrumentalista i wokalista Clarence „Gatemouth” Brown, trębacze – Buck Clayton, Joe Newman, Johnny Letman i Bill Coleman, puzonista – Gene „Mighty Flea” Connors,  saksofoniści – Ben Webster, Candy Johnson, Eddie Chamblee, Hal Singer, Lucky Thompson, Big Nick Nicholas, Marcel Zanini, Guy Lafitte, Arnett Cobb, Buddy Tate, Eddie „Lockjaw” Davis i Illinois Jacquet, pianiści – André Persiany, Jean-Paul Amouroux i Jay McShann, gitarzysta Al Casey,  kontrabasiści – Milt Hinton, Major Holley i Roland Lobligeois, oraz wokaliści – Jodie Drake, Little Mary Anglade i Big Joe Turner. Nie odczuwając braku pracy i zainteresowania słuchaczy, przez ostatnie jedenaście lat życia wracał do Stanów Zjednoczonych jedynie na wybrane koncerty i występy klubowe. 4 lipca 1977 odbył w Paryżu swoją ostatnią sesję nagraniową. Trzy tygodnie później, w środę 27 lipca, po rozstawieniu organów Hammonda przed występem z Illinois Jacquetem w klubie Jazz Showcase w Chicago nagle zasłabł i zmarł na zawał serca w szpitalu Henrotin. Miał 62 lata. Został pochowany na cmentarzu Riverside w Defiance w stanie Ohio.

### Małżeństwo i dzieci
15 września 1936 poślubił w Defiance Gladys Helen z d. Goings. Miał z nią córkę Carole, po mężu – Hallam.

## Wybrana dyskografia
- 1953 Milt Buckner (Savoy)
- 1955 Rockin’ with Milt (Capitol)
- 1956
  - Rockin’ Hammond (Capitol)
  - Organ... Sweet N’ Swing –  Milt Buckner Trio/Bobby Banks Solo/Vin Strong Trio (Regent  Records) – kompilacja
- 1958 Send Me Softly (Capitol)
- 1960
  - Mighty High (Argo Records)
  - Please, Mr. Organ Player (Argo)
- 1962 Midnight Mood (Argo)
- 1963 The New World of Milt Buckner (Bethlehem)
- 1967
  - Locked Hands (MPS Records)
  - Play Chords – Milt Buckner Trio – Jo Jones on Drums (Saba/MPS)
- 1968
  - Milt Buckner–Buddy Tate – Crazy Rhythm (Black & Blue)
  - Milt & Hal – The Definitve Black & Blue Sessions (Black & Blue)
- 1969 More Chords (MPS)
- 1971 Deux Géants Du Jazz – Milt Buckner–Jo Jones (Jazz Odyssey)
- 1972 Rockin’ Again (Black & Blue)
- 1973
  - Midnight Slows Vol. 3 – Milt Buckner–Arnett Cobb–Candy Johnson (Black & Blue)
  - Black and Blue Stomp (Black & Blue)
- 1974 Midnight Slows Vol. 4 – Milt Buckner–Buddy Tate–Joe Jones (Black & Blue)
- 1975 Green Onions (Black & Blue)
- 1977 Midnight Slows Vol. 7 – Milt Buckner–Arnett Cobb–Eddie Chamblee–Panama Francis (Black & Blue)
- 2002
  - Milton Buckner – The Swinging Block-Chords Pianist 1943–1950 (EPM Musique)
  - The Chronological Milt Buckner 1946–1951 (Chronological Classics)
- 2023 Sonic Fusion – Milt Buckner’s Piano & Organ Adventure (Groovy Train)

### Jako sideman
- 1945 Lionel Hampton – Vibe Boogie (V-Disc)
- 1946 Lionel Hampton – Chord-A-Re-Bop (Decca)
- 1966 Illinois Jacquett – Go Power! (Cadet/Chess)
- 1967 Buddy Tate When I’m Blue – Buddy Tate avec Milton Buckner (Black & Blue)
- 1971 Illinois Jacquet – Genius At Work! (Black Lion Records)
- 1972 Newport in New York ’72 – The Jam Sessions – Vols 1 and 2 (Cobblestone)

Zestawienie wg dat wydania płyt

## Upamiętnienie
W 2017 ukazała się biografia artysty pt. Milt Buckner – The Life and Music of a Unique Jazz Pianist and Organist (ISBN 978-0692820469). Jej autorem oraz wydawcą jest neurobiolog i muzyk jazzowy dr Willard „Woody” Woodward.